# Record de l'heure cycliste
Le record de l'heure est une épreuve cycliste qui se déroule généralement sur piste et qui consiste à parcourir la plus grande distance possible en une heure. Plusieurs catégories de records cohabitent, représentant différentes décisions sur les contributions respectives du cycliste et de la conception du cycle.

## Histoire

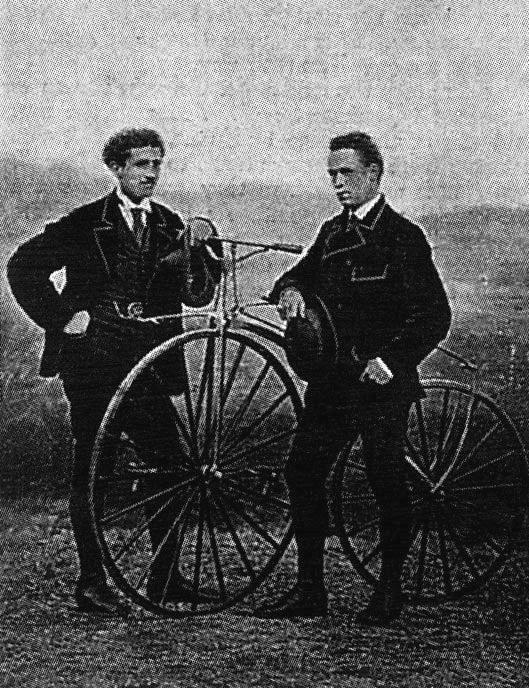
James Moore (à droite), premier recordman de l'heure, en 1873.

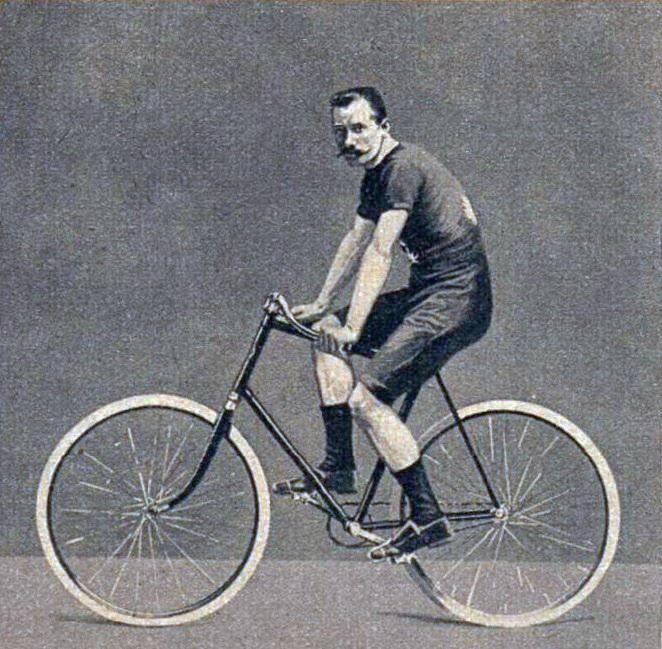
Henri Desgrange en 1893.

Tenté pour la première fois à Paris par Henri Desgrange en 1893 (35,325 km), il est porté à 44,247 km par Oscar Egg en 1914. Ce record tient 19 ans jusqu'à ce que Francis Faure parcoure 45,055 km sur la piste du vélodrome du Parc des Princes, à Paris, en juillet 1933, sur un vélo couché conçu par Charles Mochet, mais l'Union cycliste internationale (UCI), par une nouvelle définition du vélo décidée en 1934, rejette ce record et bannit les vélos couchés de ses courses.
Ceci a conduit à deux catégories de records. Dans l'une, tout type de conception de vélos est autorisé, pourvu que la propulsion soit entièrement humaine : leur homologation est actuellement assurée par l'International Human Powered Vehicle Association (en) (IHPVA). Dans l'autre, seuls les vélos respectant la définition de l'UCI sont autorisés, les vélos droits : leur homologation est assurée par l'UCI.
Le record UCI est ensuite battu par les plus grands champions du cyclisme sur route comme Fausto Coppi, Jacques Anquetil et Eddy Merckx qui atteint en 1972 49,431 km à Mexico, en altitude.
La technologie prend ensuite à nouveau le dessus, dans le cadre des règles UCI de 1934, pour atteindre en 1996 le record absolu de 56,375 km par Chris Boardman, qui se trouvait pourtant près de la mer, à Manchester. En septembre 2000, l'UCI (Union cycliste internationale) met en place des critères de validation du record, notamment quant aux caractéristiques du vélo, qui redonnent le record à Merckx. En octobre 2000, Chris Boardman porte le record à 49,441 km, soit dix mètres de plus, et Ondřej Sosenka à 49,700 km en juillet 2005. Le 18 septembre 2014, l'Allemand Jens Voigt réalise 51,115 km sur le vélodrome de Granges, en Suisse, et le 30 octobre 2014, l'Autrichien Matthias Brändle parcourt 51,852 km sur le vélodrome d'Aigle, en Suisse. Le 2 mai 2015, le Britannique Alex Dowsett bat le record de l'heure établi quelques semaines plus tôt par Rohan Dennis, en accomplissant une distance de 52,937 km sur le vélodrome de Manchester, en Angleterre. Le 7 juin 2015, le Britannique Bradley Wiggins bat à son tour le record de l'heure en parcourant une distance de 54,526 km sur le vélodrome olympique de Londres. Puis c'est le Belge Victor Campenaerts qui réalise 55,089 km le 16 avril 2019 à Aguascalientes au Mexique. Le 19 août 2022, le Britannique Daniel Bigham établit un nouveau record de 55,548 km sur le vélodrome de Granges, en Suisse. Le 8 octobre 2022, sur le même vélodrome, Filippo Ganna établit le record actuel en courant 56,792 km et prenant ainsi le record à son ingénieur de course Dan Bigham .

## Records de l'Union cycliste internationale

### Records masculins

#### Avec entraîneurs, officiellement reconnu par l'UVF (derrière bicycle, bicyclette, tricycle, triplette, tandem, moto)

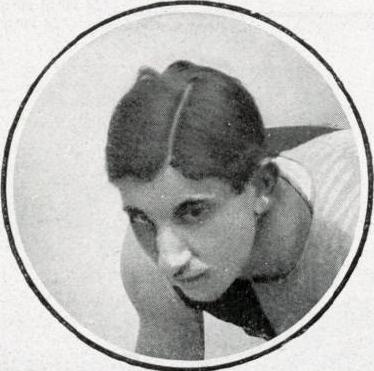
Edouard Taylor, recordman en 1898 et 1900.

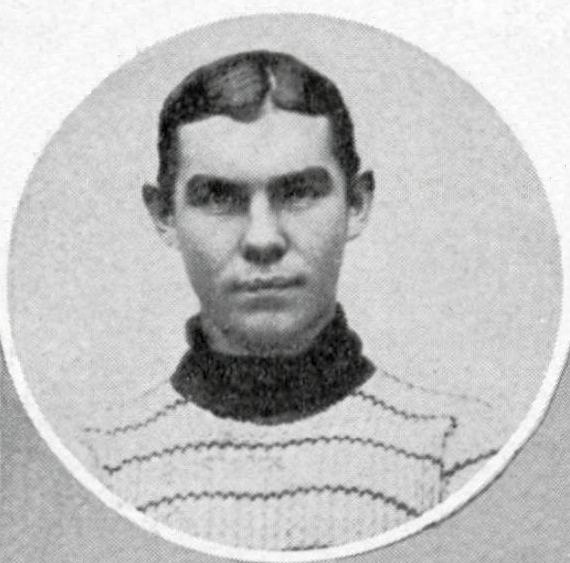
Tom Linton, quadruple recordman entre 1899 et 1902.

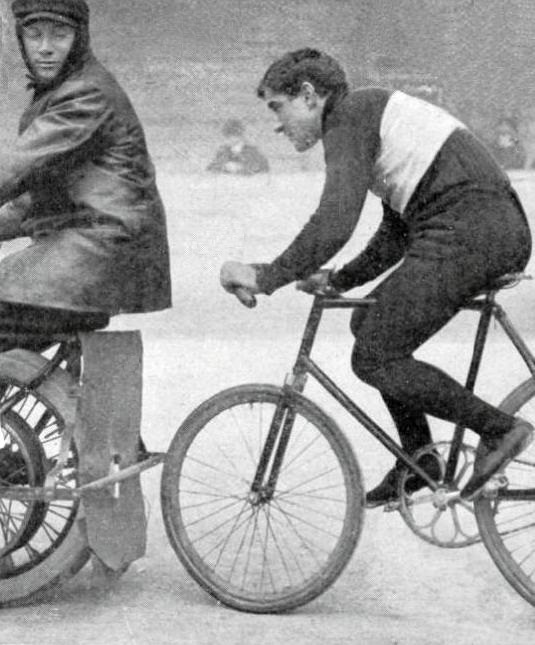
Henri Contenet, double recordman en 1902 et 1903.

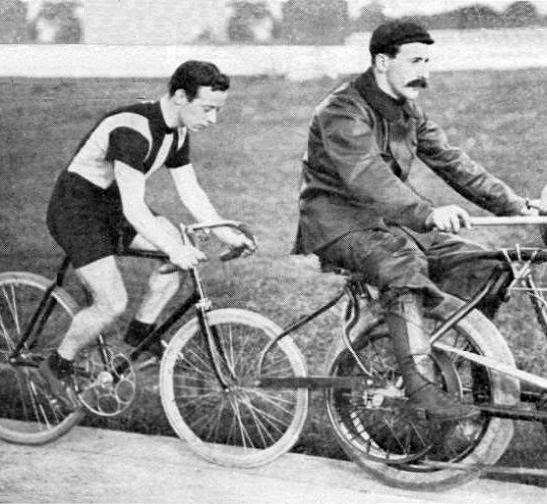
Tommy Hall, double recordman en 1903.

- 1873 : l'Anglais James Moore (23,331 km/h - Molyneaux Grounds, Wolverhampton) ;
- 1876 (25 mars) : l'Anglais Frederick Lindley Dodds[6] (26,508 km/h, sur Grand-bi - Cambridge University Ground)[7] ;
- 1882 (2 août) : l'Anglais Herbert Lydell Cortis sur la piste de Surbiton (32,454 km/h)[8] ;
- 1887 : Jules Dubois (34,217 km/h - Londres) ;
- 1891 (13 juillet) : l'Anglais Fred. J. Osmond (38,158 km/h, piste de Herne-Hill)[9]
- 1892 (24 mai) : l'Anglais Robert Langley Ede (38,392 km/h, piste de Herne-Hill)[10],[11] ;
- 1892 (13 août) : Henri Fournier (39,320 km/h, entraîneurs à bicyclette)[12],[13] ;
- 1892 (23 septembre) : Jules Dubois (39,707 km/h, vélodrome Buffalo)[14] ;
- 1893 (27 juillet) : l'Anglais Ernest Osmond (40,194 km/h, piste de Herne-Hill)[15]
- 1893 (28 août) : Jack William Stocks (40,568 km/h, entraînement par plusieurs coureurs, piste de Herne-Hill)[16];
- 1893 (30 août) : Jack William Stocks (40,867 km/h, entraînement par plusieurs coureurs, piste de Herne-Hill)[17] ;
- 1893 (14 septembre) : Laurens Meintjes (41,888 km/h, vélodrome de Springfield)[18]
- 1894 (12 août) : Arthur Linton (41,949 km/h, entraînement par plusieurs tandems, vélodrome Buffalo)[19]
- 1894 (29 août) : Jules Dubois : (43,325 km/h, entraînement par un tandem, vélodrome du parc à Bordeaux)[20] ;
- 1894 (17 septembre) Emile Bouhours (44,183 km/h, entraînement par des tandems, vélodrome du parc à Bordeaux)[21]
- 1894 (3 novembre) Arthur Linton (45,433 km/h, entraînement par des triplettes et des tandems, vélodrome du parc à Bordeaux)[22]
- 1895 (14 octobre) Jack William Stocks (46,711 km/h)[23] ;
- 1896 (3 octobre) : Jack William Stocks (50,393 km/h)[24],[25] ;
- 1896 (21 octobre) : Tom Linton (50,420 km/h) à Crystal Palace[26] ;
- 1897 (10 juin) : Jack William Stocks (51.908 km/h) entrainé par quintuplettes à Crystal Palace[27].
- 1897 (27 septembre) : Jack William Stocks (52.490 km/h) à Crystal Palace[25]
- 1898 : Édouard Taylor (54,45 km/h) ;
- 1898 (6 août) : Harry Elkes (55,831 km/h, entraînement par tandems à pétrole - vélodrome de Philadelphie)[26],[28] ;
- 1899 : Tom Linton (56,966 km/h, entraînement par motocyclette) ;
- 1899 (septembre) : Paul Bor (58,053 km/h, entraînement par tricycle à moteur - vélodrome du Parc des Princes)[29] ;
- 1899 : Édouard Taylor (58, 980 km/h)[26]
- 1900 : Édouard Taylor (59,486 km/h, puis 62,313 km/h, entraînements par motocyclette) ;
- 1900 : Alphonse Baugé (63,800 km/h derrière un tricycle[26], puis 64,350 km/h, entraînements par Bertin sur motocyclette) ;
- 1900 : l'Américain Stinson (64,672 km/h) derrière tandem à Brockton[26] ;
- 1901 : Thaddäus Robl, (65,512 km/h, entraînement par motocyclette) ;
- 1901 : Piet Dickentman (65,621 km/h, entraînement par moto - officiel) ;
- 1901 : Thaddäus Robl (65,742 km/h, entraînement par motocyclette) ;
- 1901 ou 1902 : chute mortelle de Brécy, au 66e kilomètre à 91 km/h de moyenne alors, derrière Bertin au Parc des Princes ;
- 1902 : Thaddäus Robl (67,353 km/h, entraînement par motocyclette) ;
- 1902 (4 mai) : Tom Linton (68,41 km/h), derrière moto pilotée par Marius Thé, au Parc des Princes[30] ;
- 1902 (11 mai) : Tom Linton (71, 660 km), entraînements par moto - officiel[31] ;
- 1902 : Thaddäus Robl (72,560 km/h, entraînement par motocyclette) ;
- 1902 (20 juillet) : Tom Linton (73,350 km/h, entraînement par motocyclette)[32] ;
- 1902 : Michaël (75,273 km/h, entraînement par motocyclette) ;
- 1902 : Henri Contenet (77,592 km/h, entraînement par motocyclette) ;
- 1902 (30 octobre) : Henri Contenet (77,897 km/h, entraînement par moto - officiel, à Buffalo) ;
- 1903 : Henri Contenet (78,360 km/h, entraînement par motocyclette) ;
- 1903 : B. Münroë (79,045 km/h, entraînement par motocyclette) ;
- 1903 : Thaddäus Robl (80,663 km/h, entraînement par moto - officiel) ;
- 1903 (16 août) : Paul Dangla (81,108 km/h, entraînement par moto - officiel, Parc des Princes) ;
- 1903 (août) : Tommy Hall (84,140 km/h, entraînement par moto - officiel, Parc des Princes) ;
- 1903 (18 octobre) : Paul Dangla (84,577 km/h, entraînement par moto - officiel, Parc des Princes) ;
- 1903 (29 octobre) : Tommy Hall (87,393 km/h, entraînement par moto - officiel, Parc des Princes) ;
- 1904 : Bruni (87,579 km/h, entraînement par motocyclette) ;
- 1904 (octobre) : Louis Darragon (87,859 km/h, entraînement par moto - officiel) ;
- 1905 (12 avril) : Paul Guignard (89,904 km/h, entraînement par Bertin sur moto - officiel, Parc des Princes) ;
- 1905 : Thaddäus Robl (91,303 km/h, entraînement par motocyclette) ;
- 1906 (21 juin) : Thaddäus Robl (91,893 km/h, entraînement par moto - officiel, Munich-Milbertshofen) ;
- 1906 (28 juillet) : Paul Guignard (95,026 km/h, entraînement par Bertin sur motocyclette - Munich-Milbertshofen) ;
- 1908 (17 août) : l'anglais Albert Wills (99,057 km/h, entraînement par Bertin sur moto - officiel, Munich-Milbertshofen) ;
- 1909 (15 septembre) : Paul Guignard (101,623 km/h, entraînement par moto - officiel, Munich-Milbertshofen)[33],[8];
- 1914 (31 mars) : Paul Nettelbeck (102,358 km), derrière moto avec grand coupe-vent, à Munich-Milbertshofen[33], non homologué.
- 1924 (1er octobre) : le belge Léon Vanderstuyft (107,710 km/h, entraînement libre par moto, Lina-Montlhéry)[8] ;
- 1924 (19 octobre) : Jean Brunier (112,440 km/h, entraînement libre par Léon Lauthier, Linas-Montlhéry) ;
- 1925 (1er octobre) : Léon Vanderstuyft (115,098, entraînement libre par moto, Linas-Montlhéry) ;
- 1925 (1er octobre) : Jean Brunier (120,958 km/h, entraînement libre par moto, Linas-Montlhéry) ;
- 1928 (22 septembre) : Léon Vanderstuyft (122,771 km/h, entraînement libre par moto, Linas-Montlhéry) ;
- 1929 (21 octobre) : Alexis Blanc-Garin (128,205 km/h, entraînement libre par moto, Linas-Montlhéry)[34],[35],[36].

#### Évolution du record de l'heure masculin UCI (sans entraîneur)
| Date              | Coureur             | Nationalité        | Distance  | Lieu           |
| ----------------- | ------------------- | ------------------ | --------- | -------------- |
| 11 mai 1893       | Henri Desgrange     | France             | 35,325 km | Paris*         |
| 31 octobre 1894   | Jules Dubois        | France             | 38,220 km | Paris          |
| 30 juillet 1897   | Oscar Van Den Eynde | Belgique           | 39,240 km | Paris          |
| 9 juillet 1898    | Willie Hamilton     | États-Unis         | 40,781 km | Denver         |
| 24 août 1905      | Lucien Petit-Breton | France             | 41,110 km | Paris          |
| 20 juin 1907      | Marcel Berthet      | France             | 41,520 km | Paris          |
| 22 août 1912      | Oscar Egg           | Suisse             | 42,360 km | Paris          |
| 7 août 1913       | Marcel Berthet      | France             | 42,741 km | Paris          |
| 21 août 1913      | Oscar Egg           | Suisse             | 43,525 km | Paris          |
| 20 septembre 1913 | Marcel Berthet      | France             | 43,775 km | Paris          |
| 18 juin 1914      | Oscar Egg           | Suisse             | 44,247 km | Paris          |
| 25 août 1933      | Jan van Hout        | Pays-Bas           | 44,588 km | Roermond       |
| 29 août 1933      | Maurice Richard     | France             | 44,777 km | Saint-Trond    |
| 31 octobre 1935   | Giuseppe Olmo       | Italie             | 45,090 km | Milan**        |
| 14 octobre 1936   | Maurice Richard     | France             | 45,398 km | Milan          |
| 29 septembre 1937 | Frans Slaats        | Pays-Bas           | 45,535 km | Milan          |
| 3 novembre 1937   | Maurice Archambaud  | France             | 45,817 km | Milan          |
| 7 novembre 1942   | Fausto Coppi        | Italie             | 45,848 km | Milan          |
| 29 juin 1956      | Jacques Anquetil    | France             | 46,159 km | Milan          |
| 19 septembre 1956 | Ercole Baldini      | Italie             | 46,393 km | Milan          |
| 18 septembre 1957 | Roger Rivière       | France             | 46,923 km | Milan          |
| 23 septembre 1958 | Roger Rivière       | France             | 47,346 km | Milan          |
| 30 octobre 1967   | Ferdinand Bracke    | Belgique           | 48,093 km | Rome           |
| 10 octobre 1968   | Ole Ritter          | Danemark           | 48,653 km | Mexico         |
| 25 octobre 1972   | Eddy Merckx         | Belgique           | 49,431 km | Mexico         |
| 27 octobre 2000   | Chris Boardman      | Royaume-Uni        | 49,441 km | Manchester     |
| 19 juillet 2005   | Ondřej Sosenka      | République tchèque | 49,700 km | Moscou         |
| Nouveau règlement |                     |                    |           |                |
| 18 septembre 2014 | Jens Voigt          | Allemagne          | 51,115 km | Granges        |
| 30 octobre 2014   | Matthias Brändle    | Autriche           | 51,852 km | Aigle          |
| 8 février 2015    | Rohan Dennis        | Australie          | 52,491 km | Granges        |
| 2 mai 2015        | Alex Dowsett        | Royaume-Uni        | 52,937 km | Manchester     |
| 7 juin 2015       | Bradley Wiggins     | Royaume-Uni        | 54,526 km | Londres        |
| 16 avril 2019     | Victor Campenaerts  | Belgique           | 55,089 km | Aguascalientes |
| 19 août 2022      | Daniel Bigham       | Royaume-Uni        | 55,548 km | Granges        |
| 8 octobre 2022    | Filippo Ganna       | Italie             | 56,792 km | Granges        |

(*: Vélodrome Buffalo et suivants; **: Vélodrome Maspes-Vigorelli et suivants)

#### Meilleure performance dans l'heure masculine UCI

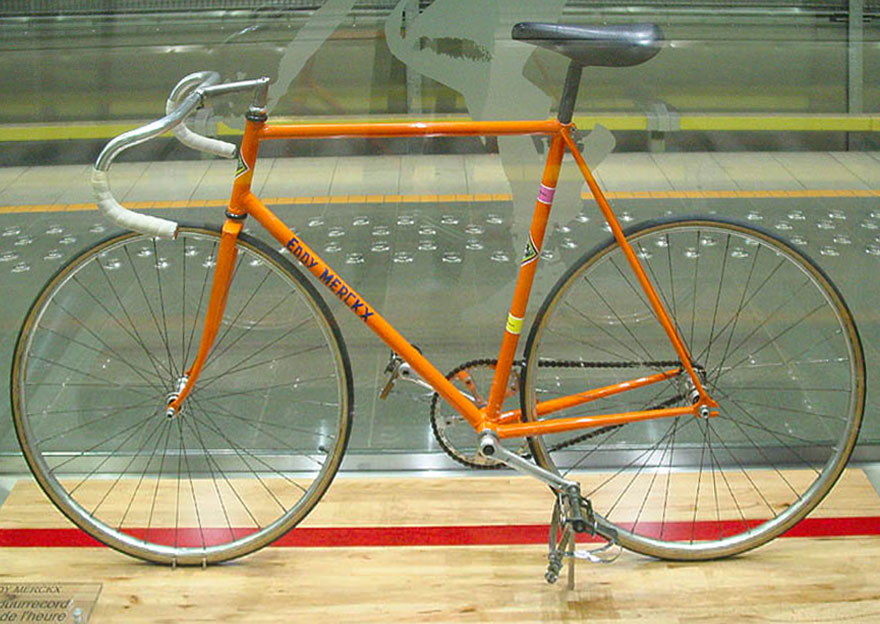
Le vélo sur lequel Eddy Merckx a battu le record de l'heure en 1972

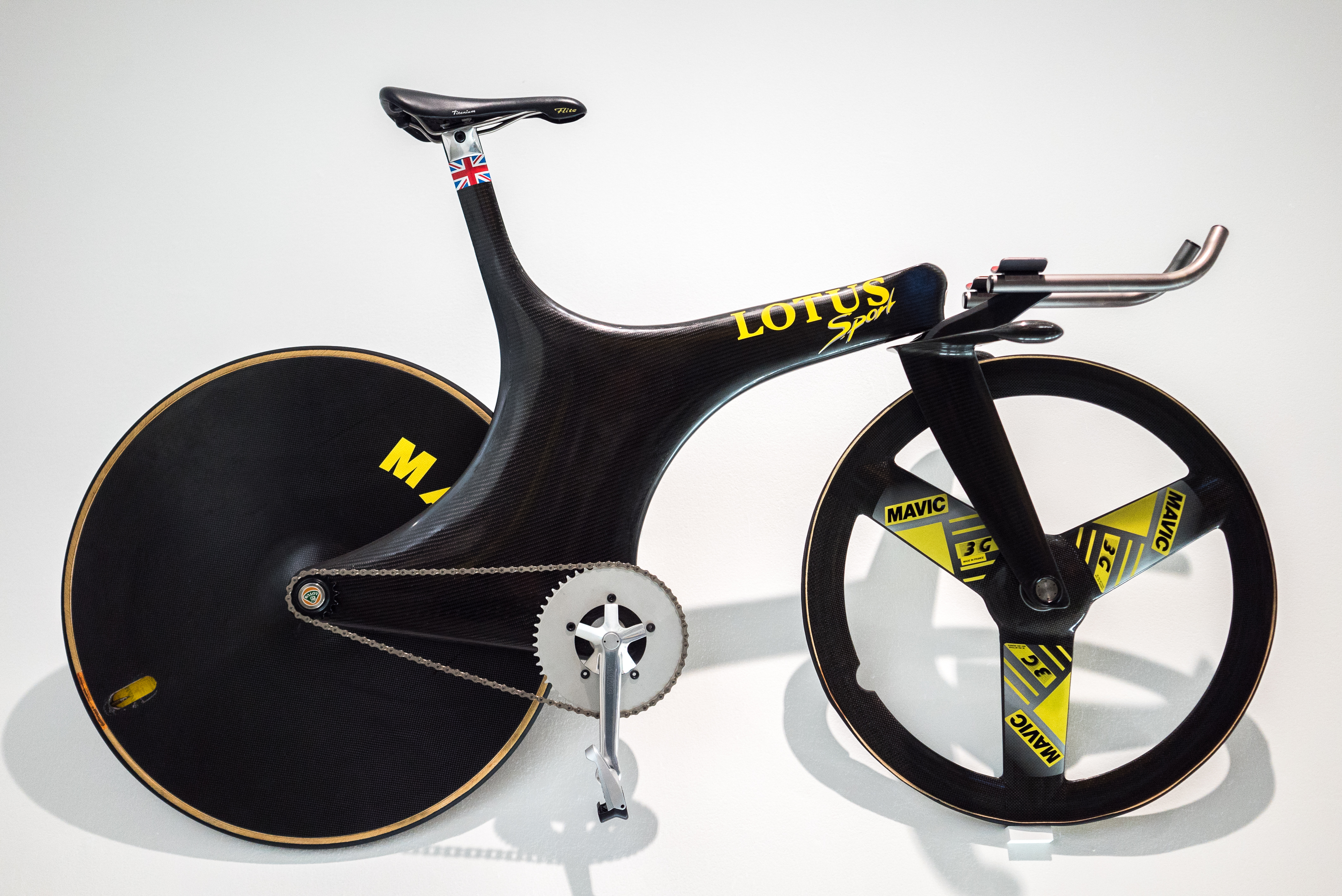
Bicyclette Lotus 108, précédant le modèle 110 utilisé par Chris Boardman en 1996.

La « meilleure performance dans l'heure masculine » définie par le règlement UCI du sport cycliste est « la meilleure distance réalisée dans l'heure sur une bicyclette s'accordant avec les articles 1.3.006 à 1.3.010 », ce qui implique entre autres que la bicyclette a « deux roues d'égal diamètre ; la roue avant est directrice ; la roue arrière est motrice, actionnée par un système de pédale agissant sur une chaîne ». « Le coureur doit être en position assise sur sa bicyclette. Cette position requiert les seuls points d'appui suivant : le pied sur la pédale, les mains sur le guidon, le siège sur la selle ».
La « meilleure performance dans l'heure masculine » est détenue pendant 25 ans par le Britannique Chris Boardman, avec 56,375 km réalisés le 6 septembre 1996 à Manchester, avant que Filippo Ganna ne le dépasse le 8 octobre 2022 avec 56,792 km.
| Date             | Coureur         | Nationalité | Distance  | Lieu                  |
| ---------------- | --------------- | ----------- | --------- | --------------------- |
| 19 janvier 1984  | Francesco Moser | Italie      | 50,808 km | Mexico                |
| 23 janvier 1984  | Francesco Moser | Italie      | 51,151 km | Mexico                |
| 17 juillet 1993  | Graeme Obree    | Royaume-Uni | 51,596 km | Hamar                 |
| 23 juillet 1993  | Chris Boardman  | Royaume-Uni | 52,270 km | Vélodrome de Bordeaux |
| 27 avril 1994    | Graeme Obree    | Royaume-Uni | 52,713 km | Vélodrome de Bordeaux |
| 3 septembre 1994 | Miguel Indurain | Espagne     | 53,040 km | Vélodrome de Bordeaux |
| 22 octobre 1994  | Tony Rominger   | Suisse      | 53,832 km | Vélodrome de Bordeaux |
| 5 novembre 1994  | Tony Rominger   | Suisse      | 55,291 km | Vélodrome de Bordeaux |
| 6 septembre 1996 | Chris Boardman  | Royaume-Uni | 56,375 km | Manchester            |

Depuis 1893, la distance a été améliorée de 20,050 km.

#### Meilleures performances en catégorie master
L'Union cycliste internationale homologue les meilleures performances sur l'heure dans les différentes classes d'âge de la catégorie master,,. Le 17 février 2012, Robert Marchand, né le 26 novembre 1911, parcourt 24,250 km sur la piste du Centre mondial du cyclisme à Aigle, devenant le premier lauréat de la catégorie Master des plus de 100 ans créée pour l'occasion par l'UCI,.
| Classe d'âge    | Date              | Coureur             | Nationalité | Distance (km) | Lieu                                   |
| --------------- | ----------------- | ------------------- | ----------- | ------------- | -------------------------------------- |
| 30-34 ans       | 20 septembre 2015 | François Lamiraud   | France      | 50,844        | Aguascalientes (Mexique)               |
| 35-39 ans       | 26 avril 2009     | Jayson Austin       | Australie   | 48,315        | Sydney (Australie)                     |
| 40-44 ans       | 23 septembre 2017 | Ed Veal             | Canada      | 48,587        | Vélodrome de Milton (Canada)           |
| 45-49 ans       | 25 septembre 1999 | Kent Bostick        | États-Unis  | 49,361        | Manchester (Angleterre)                |
| 50-54 ans       | 6 novembre 2016   | Pascal Montier      | France      | 48,892        | Vélodrome de Saint-Quentin-en-Yvelines |
| 55-59 ans       | 29 janvier 2012   | Keith Alan Ketterer | États-Unis  | 45,0189       | Carson (États-Unis)                    |
| 60-64 ans       | 1er octobre 2009  | Kenny Fuller        | États-Unis  | 44,228        | Carson (États-Unis)                    |
| 65-69 ans       | 11 octobre 2012   | Jan Brander         | Pays-Bas    | 43,742        | Manchester (Angleterre)                |
| 70-74 ans       | 14 septembre 2014 | Mike Cotgreave      | Royaume-Uni | 41,227        | Newport (Pays de Galles)               |
| 75-79 ans       | 17 octobre 2015   | Marcel Ève          | France      | 40,892        | Vélodrome de Bordeaux                  |
| 80-84 ans       | 23 septembre 2017 | Giuseppe Marinoni   | Canada      | 39,004        | Vélodrome de Milton (Canada)           |
| 85-89 ans       | 28 juin 2025      | Marcel Ève          | France      | 36,883        | Vélodrome de Bordeaux                  |
| 90-94 ans       | 8 octobre 2017    | René Gaillard       | France      | 29,278        | Vélodrome de Saint-Quentin-en-Yvelines |
| 100-104 ans     | 31 janvier 2014   | Robert Marchand     | France      | 26,927        | Vélodrome de Saint-Quentin-en-Yvelines |
| 105 ans et plus | 4 janvier 2017    | Robert Marchand     | France      | 22,547        | Vélodrome de Saint-Quentin-en-Yvelines |

### Records féminins

#### Records non officiels
| Date             | Coureur               | Nationalité | Distance  | Lieu              |
| ---------------- | --------------------- | ----------- | --------- | ----------------- |
| 7 juillet 1893   | Mlle de Saint-Sauveur | France      | 26,012 km | Vélodrome Buffalo |
| 3 août 1893      | Renée Debatz          | France      | 28,019 km | Vélodrome Buffalo |
| 8 octobre 1893   | Hélène Dutrieu        | Belgique    | 28,780 km | Lille             |
| 26 octobre 1897  | Louise Roger          | France      | 34,684 km | Vélodrome Buffalo |
| 1903             | Louise Roger          | France      | 36,693 km | Neuilly-sur-Seine |
| 1911             | Alfonsina Strada      | Italie      | 37,192 km | Milan             |
| 1946             | Hélène Friederich     | France      | 37,038 km | Milan             |
| 9 octobre 1947   | Rolande Danné         | France      | 37,090 km | Arcachon          |
| 15 octobre 1947  | Margaret Suttcliffe   | Angleterre  | 36,402 km | Arcachon          |
| 21 octobre 1947  | Elyane Bonneau        | France      | 36,956 km | Arcachon          |
| 24 octobre 1947, | Elyane Bonneau        | France      | 37,564 km | Arcachon          |
| 1er octobre 1948 | Jeannine Lemaire      | France      | 37,720 km | Saint-Denis       |
| 11 octobre 1948. | Elyane Bonneau        | France      | 37,944 km | Croix-de-Berny    |
| 31 juillet 1949  | Jeannine Lemaire      | France      | 38,283 km | Toulouse          |
| 25 août 1949,    | Elyane Bonneau        | France      | 38,431 km | Arcachon          |
| 9 septembre 1950 | Jeannine Lemaire      | France      | 38,600 km | Toulouse          |
| 1952             | Jeannine Lemaire      | France      | 39,735 km | Milan             |

#### Évolution du record de l'heure féminin UCI

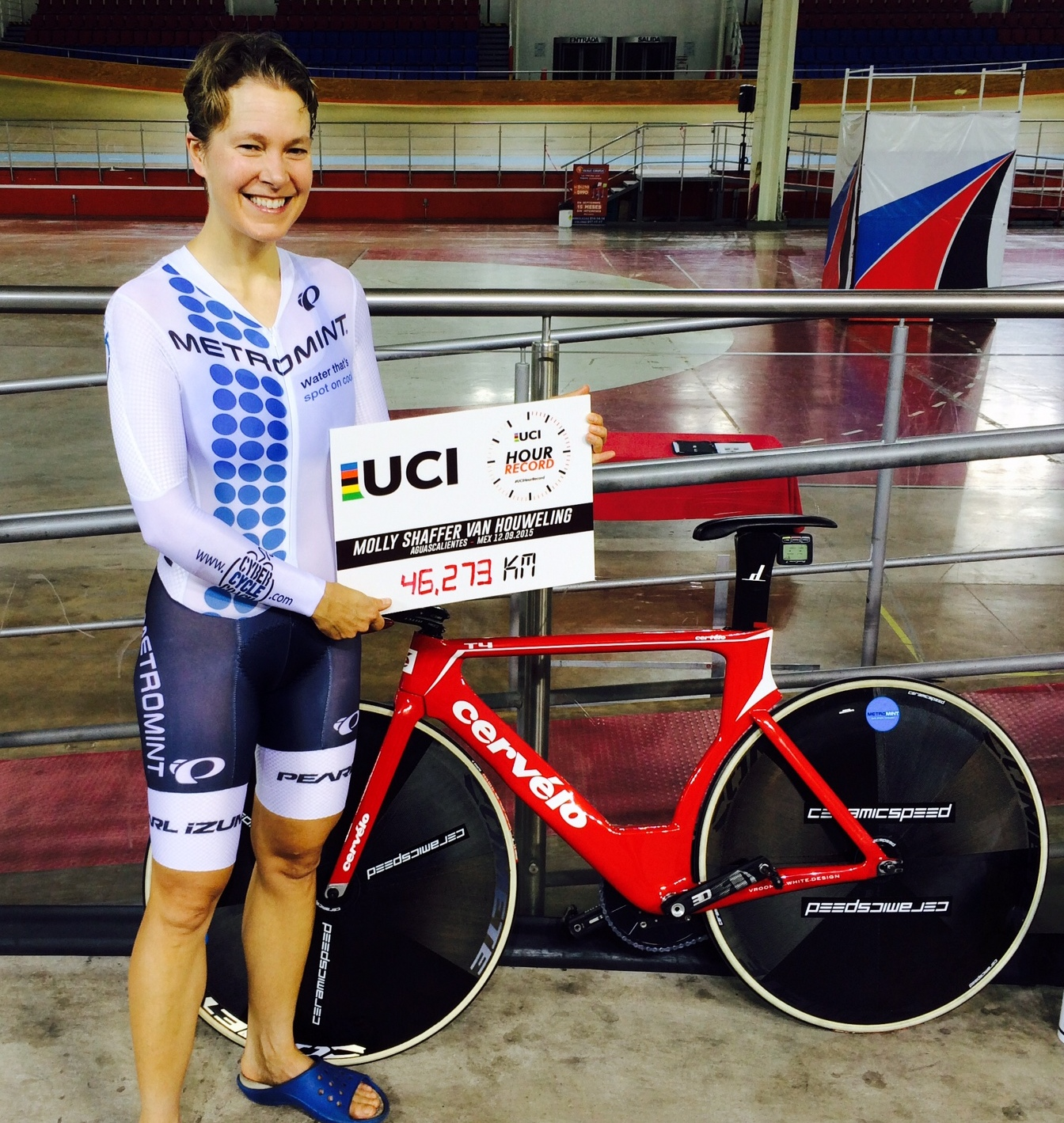
Molly Shaffer Van Houweling après son record du monde du 12 septembre 2015

Évolution du record de l'heure.

| Date              | Coureur                       | Nationalité      | Distance  | Lieu             |
| ----------------- | ----------------------------- | ---------------- | --------- | ---------------- |
| 7 juillet 1955    | Tamara Novikova               | Union soviétique | 38,473 km | Irkoutsk         |
| 18 octobre 1957   | Renée Vissac                  | France           | 38,569 km | Milan            |
| 25 septembre 1958 | Mildred Robinson              | Royaume-Uni      | 39,718 km | Milan            |
| 9 novembre 1958   | Elsy Jacobs                   | Luxembourg       | 41,347 km | Milan            |
| 25 novembre 1972  | Maria Cressari                | Italie           | 41,471 km | Mexico           |
| 16 septembre 1978 | Cornella van Oosten           | Pays-Bas         | 43,082 km | Munich           |
| 18 octobre 2000   | Anna Millward                 | Australie        | 43,501 km | Melbourne        |
| 5 novembre 2000   | Jeannie Longo                 | France           | 44,767 km | Mexico           |
| 7 décembre 2000   | Jeannie Longo                 | France           | 45,094 km | Mexico           |
| 1er octobre 2003  | Leontien Zijlaard-Van Moorsel | Pays-Bas         | 46,065 km | Mexico           |
| Nouveau règlement |                               |                  |           |                  |
| 12 septembre 2015 | Molly Shaffer Van Houweling   | États-Unis       | 46,274 km | Aguascalientes   |
| 22 janvier 2016   | Bridie O'Donnell              | Australie        | 46,882 km | Adélaïde         |
| 27 février 2016   | Evelyn Stevens                | États-Unis       | 47,980 km | Colorado Springs |
| 13 septembre 2018 | Vittoria Bussi                | Italie           | 48,007 km | Aguascalientes   |
| 30 septembre 2021 | Joscelin Lowden               | Grande-Bretagne  | 48,405 km | Granges          |
| 23 mai 2022       | Ellen van Dijk                | Pays-Bas         | 49,254 km | Granges          |
| 13 octobre 2023   | Vittoria Bussi                | Italie           | 50,267 km | Aguascalientes   |
| 10 mai 2025       | Vittoria Bussi                | Italie           | 50,455 km | Aguascalientes   |

#### Meilleure performance dans l'heure féminine UCI
| Date              | Coureur          | Nationalité | Distance  | Lieu                  |
| ----------------- | ---------------- | ----------- | --------- | --------------------- |
| 20 septembre 1986 | Jeannie Longo    | France      | 44,770 km | Colorado Springs      |
| 23 septembre 1987 | Jeannie Longo    | France      | 44,933 km | Colorado Springs      |
| 1er octobre 1989  | Jeannie Longo    | France      | 46,352 km | Mexico                |
| 29 avril 1995     | Catherine Marsal | France      | 47,112 km | Vélodrome de Bordeaux |
| 17 juin 1995      | Yvonne McGregor  | Royaume-Uni | 47,411 km | Manchester            |
| 26 octobre 1996   | Jeannie Longo    | France      | 48,159 km | Mexico                |

#### Meilleures performances en catégorie master
L'Union cycliste internationale homologue également les meilleures performances sur l'heure dans les différentes classes d'âge féminin de la catégorie master.
| Classe d'âge | Date              | Coureur             | Nationalité | Distance (km) | Lieu                                   |
| ------------ | ----------------- | ------------------- | ----------- | ------------- | -------------------------------------- |
| 30-34 ans    | 6 avril 2012      | Roxana Islas Garcia | Mexique     | 41,564        | Mexico (Mexique)                       |
| 35-39 ans    | 7 septembre 2000  | Jacquie Lockwood    | États-Unis  | 40,7556       | Manchester (Angleterre)                |
| 40-44 ans    | 28 septembre 1998 | Auriell Forrester   | Royaume-Uni | 40,7110       | Manchester (Angleterre)                |
| 50-54 ans    | 9 mars 2011       | Patrizia Spadaccini | Italie      | 39,402        | Montichiari (Italie)                   |
| 55-59 ans    | 25 novembre 2007  | Shirley Amy         | Australie   | 39,31         | Melbourne (Australie)                  |
| 60-64 ans    | 9 novembre 2007   | Carole Gandy        | Royaume-Uni | 39,224        | Newport (Pays de Galles)               |
| 65-69 ans    | 1er mars 2020     | Elizabeth Randall   | Australie   | 37,214        | Melbourne (Australie)                  |
| 80-84 ans    | 1er octobre 2017  | Janet Augusto       | France      | 28,226        | Vélodrome de Saint-Quentin-en-Yvelines |

## Records de l'IHPVA
IHPVA est le sigle de l'International Human Powered Vehicle Association (Association internationale des véhicules à propulsion humaine).
Les records les plus récents établis en Europe sont homologués par la WHPVA (World Human Powered Vehicle Association), c'est le cas notamment du record de Francesco Russo.

### Records masculins IHPVA
| Date              | Coureur            | Nationalité | Distance (km) | Lieu                               | Marque du vélo  |
| ----------------- | ------------------ | ----------- | ------------- | ---------------------------------- | --------------- |
| octobre 1933      | Marcel Berthet     | France      | 49,99         | France                             | Vélodyne        |
| 1938              | Francis Faure      | France      | 50,53         | France                             | Vélocar         |
| 5 mai 1979        | Ron Skarin         |             | 51,31         | Ontario (Californie, États-Unis)   | Teledyne Titan  |
| 4 mai 1980        | Éric Edwards       |             | 59,45         | Ontario (Californie, États-Unis)   | Vector          |
| 29 septembre 1984 | Fred Markham       | États-Unis  | 60,35         | Indianapolis (Indiana, États-Unis) | Gold Rush       |
| 10 septembre 1985 | Richard Crane      |             | 66,30         | Royaume-Uni                        |                 |
| 28 août 1986      | Fred Markham       | États-Unis  | 67,01         | Vancouver (Canada)                 | Gold Rush       |
| 16 novembre 1986  | Jean-Charles Vigne | France      | 69,086        | POP Bercy (Paris)                  | SMG             |
| 15 septembre 1989 | Fred Markham       | États-Unis  | 73,00         | Adrian (États-Unis)                | Gold Rush       |
| 8 septembre 1990  | Pat Kinch          |             | 75,57         | Bedfordshire (Grande-Bretagne)     | Bean            |
| 27 juillet 1996   | Lars Teutenberg    | Allemagne   | 78,04         | Munich (Allemagne)                 | Tomahawk II     |
| 29 juillet 1998   | Sam Whittingham    | Canada      | 79,136        | Blainville (Canada)                | Varna           |
| 29 juillet 1998   | Lars Teutenberg    | Allemagne   | 81,158        | Dudenhofen (Allemagne)             | White Hawk      |
| 27 juillet 2002   | Lars Teutenberg    | Allemagne   | 82,60         | Dudenhofen (Allemagne)             | White Hawk      |
| 1er juillet 2004  | Sam Whittingham    | Canada      | 84,215        | Dudenhofen (Allemagne)             | Varna Diablo II |
| 2 juillet 2006    | Fred Markham       | États-Unis  | 85,991        | Casa Grande États-Unis             | Varna Mephisto  |
| 8 avril 2007      | Sam Whittingham    | Canada      | 86,752        | Casa Grande, États-Unis            | Varna Diablo II |
| 12 juillet 2008   | Damjan Zabovnik    | Slovénie    | 87,123        | Lausitzring (Allemagne)            | Elvie II        |
| 19 juillet 2009   | Sam Whittingham    | Canada      | 90,597        | Romeo, Michigan (États-Unis)       | Varna Tempest   |
| 2 août 2011       | Francesco Russo    | Suisse      | 91,595        | Schipkau, Brandebourg (Allemagne)  | Eiviestretto    |

### Records féminins IHPVA
| Date            | Coureur             | Nationalité | Distance | Lieu                                  | Marque du vélo                    |
| --------------- | ------------------- | ----------- | -------- | ------------------------------------- | --------------------------------- |
| 20 août 2002    | Ellen van der Horst | Pays-Bas    | 68,33 km | Dudenhofen (Allemagne)                | White Hawk, vélo couché caréné    |
| 1er août 2004   | Ellen van Vugt      | Pays-Bas    | 68,97 km | Varna Diablo à Dudenhofen (Allemagne) | Varna Diablo, vélo couché caréné  |
| 1er août 2004   | Rosemarie Buhler    | Suisse      | 73,41 km | Dudenhofen (Allemagne)                | Varna Diablo, vélo couché caréné  |
| 19 juillet 2009 | Barbara Buatois     | France      | 84,02 km | Romeo, Michigan (États-Unis)          | Varna Tempest, vélo couché caréné |

## Record de l'heure derrière derny
- Roger Godeau
- Gérard Annequin
- 1971 : Alain Dupontreue 55,808 kilomètres dans l’heure

## Records de l'heure derrière moto (dits à "entraînement libre")

### Record de l'heure derrière moto sur piste

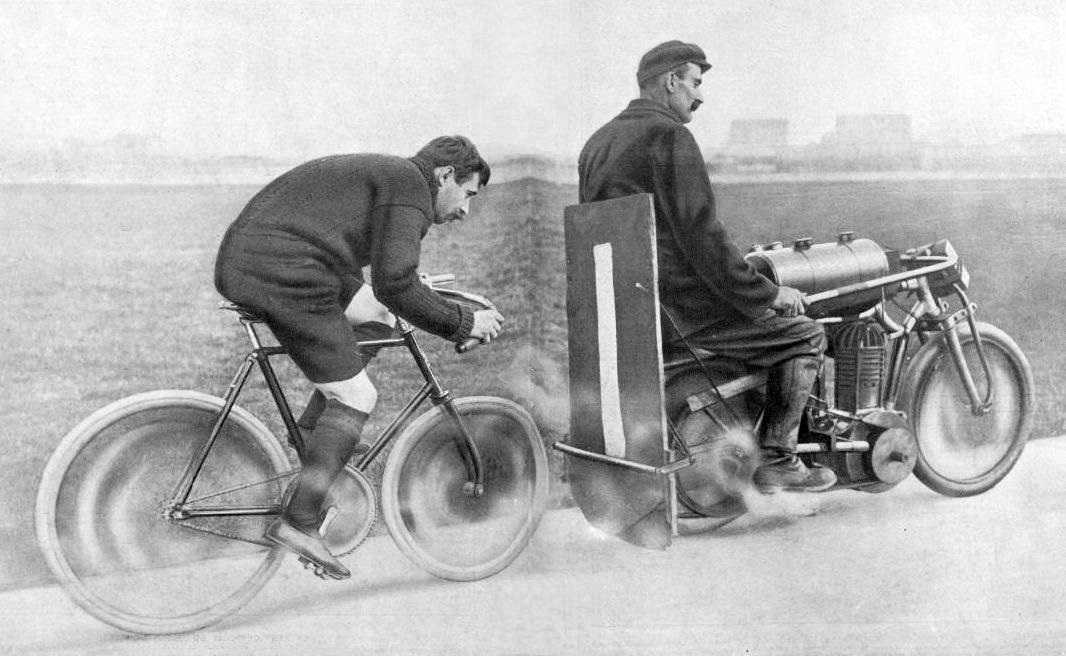
1905, Guignard -derrière Berlin- parcourt 89,904 kilomètres au vélodrome du Parc des Princes.

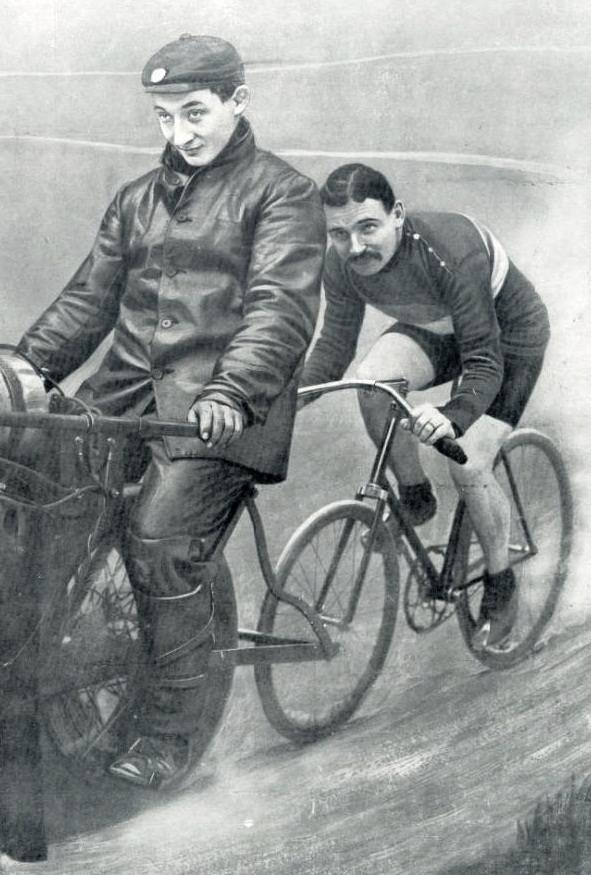
1909, Guignard -derrière Hoffmann- dépasse les 100 kilomètres à Munich.

- Piet Dickentman, 65,621 km, 1902 sur le vélodrome de Berlin-Friedenau
- Tom Linton, 68,410 km, le 4 mai 1902 au Parc des Princes.
- Henri Contenet, 77,897 km, le 30 octobre 1902 au vélodrome Buffalo.
- Thaddäus Robl, 1903
- Paul Dangla, 81,108 km, le 16 août 1903 au Parc des Princes.
- Tommy Hall, 84,140 km, le 13 septembre 1903 au Parc des Princes.
- Paul Dangla, 84,577 km, le 18 octobre 1903 au parc des Princes.
- Tommy Hall, 87,391 km, le 29 octobre 1903 au Parc des Princes.
- Louis Darragon, 87,859 km, octobre 1904
- Paul Guignard, 89,904 km, le 8 avril 1905
- Thaddäus Robl 91,893 km, le 21 juin 1906 sur le vélodrome de Munich-Milbertshofen.
- Albert Wills, 99,057 km, le 17 août 1908[66] sur le vélodrome de Munich-Milbertshofen.
- Paul Guignard, le premier homme à dépasser les 100 kilomètres dans l’heure : 101,623 km, le 15 septembre 1909 sur le vélodrome de Munich-Milbersthofen[36].

Après le record de Guignard, l’UCI décide de ne plus reconnaître les records derrière entraînement libre. Il ne déclare officiels que les records établis derrière motos sans coupe-vent et avec rouleau à 0,60m. 
- Émile Aerts avec 71,550 km en octobre 1926 au vélodrome Buffalo[67]
- Jean Manera avec 78,183 km
- Harry Grant avec 83,966 km en juillet 1932 au Parc des Princes[68]
- Aimé Constant avec 85,659 km en juillet 1932[69]
- Harry Grant avec 88,671 km le 4 octobre 1932 au Parc des Princes[70]
- Aimé Constant avec 89,545 km le 5 octobre 1932[71]
- Harry Grant avec 90,971 km le 6 octobre 1932[72]

### Record de l'heure derrière moto libre
- Léon Vanderstuyft avec 81,900 km
- Henri Bréau avec 89,400 km le 25 octobre 1924, derrière moto « réglementaire », sur l'autodrome de Linas-Montlhéry[73].

- Léon Vanderstuyft avec 107,710 kilomètres dans l’heure, le 1er octobre 1924, derrière une grosse moto sur l'autodrome de Linas-Montlhéry.
- Jean Brunier avec 112,440, le 19 octobre 1924, drivé par son « pacemaker » (entraîneur) Léon Lauthier, sur l'autodrome de Linas-Montlhéry.
- Léon Vanderstuyft avec 115,098 kilomètres, le 1er octobre 1925, sur l'autodrome de Linas-Montlhéry.
- Jean Brunier avec 120,958 km, le 1er novembre 1925 sur l'autodrome de Linas-Montlhéry.
- Léon Vanderstuyft avec 122,771 km le 29 septembre 1928 sur l'autodrome de Linas-Montlhéry[72]
- Alexis Blanc-Garin, avec 128,205 kilomètres, le 21 octobre 1933[74].

### Record de l’heure sur route derrière grosse moto

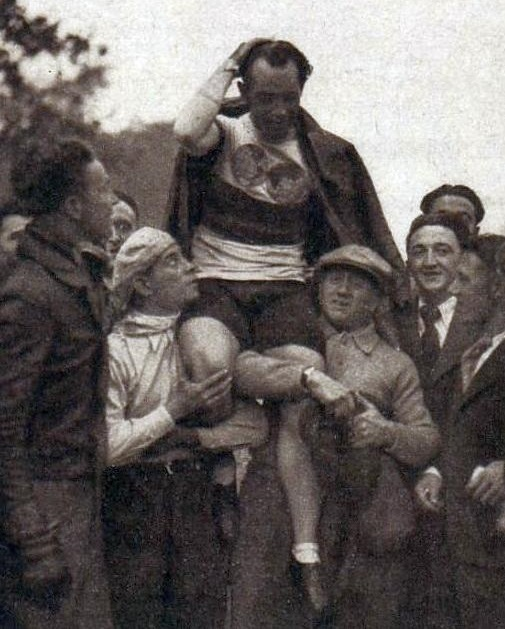
Georges Paillard porté en triomphe, après son record de l'heure derrière grosse moto, début octobre 1937 sur le trajet Chartres-Paris.

- Georges Paillard, 75,880 km début octobre 1937, entre Chartres et Paris[75].
- Gabriel Claverie, 83,300 km le 2 décembre 1948, sur une route des Landes[76].
- Georges Paillard, 96,480 km en 1949[77].

## Record de l'heure sur route derrière voiture
- José Meiffret, à plusieurs reprises entre 1955 (Talbot-Lago de Formule 1, sur autodrome) et juillet 1962 (Mercedes 300 SL, sur autoroute).

## Anecdote
- Dans le film de 2001 Le Vélo de Ghislain Lambert, Benoît Poelvoorde regarde lors d'une scène la retransmission télévisée en noir et blanc dans son pays d'Eddy Merckx en train de battre le record du monde, en octobre 1972 (puis il décide de s'entraîner à cette fin).